# Gnomeskelus arcuatus
Gnomeskelus arcuatus är en mångfotingart som beskrevs av Karl Wilhelm Verhoeff 1939. Gnomeskelus arcuatus ingår i släktet Gnomeskelus och familjen Dalodesmidae. Inga underarter finns listade i Catalogue of Life.